# Emílio Hoffmann Gomes
Emílio Hoffmann Gomes (Ponta Grossa, 19 de julho de 1925 – Curitiba, 20 de agosto de 2021) foi um engenheiro e político brasileiro. Foi deputado federal e governador do Paraná.

## Dados biográficos
É filho de Ezequiel de Andrade Gomes e Maria Hoffmann Gomes, e pai do também engenheiro Emílio Hoffmann Gomes Júnior, um dos coordenadores da implantação e construção da Usina Hidrelétrica de Mauá, no Paraná, e avô do engenheiro eletricista Emílio Hoffmann Gomes Neto, que é autor do livro Evoluir Sem Poluir: A Era do Hidrogênio, das Energias Renováveis e das Células a Combustível.

### Carreira
Graduou-se em engenharia em 1949 pela Faculdade de Engenharia do Paraná.
Empregou-se no departamento de água e energia elétrica do Paraná. Aposentou-se da vida pública como auditor do Tribunal de Contas do Paraná.

### Política
Em 1961 disputou uma cadeira de deputado federal pelo Partido Democrata Cristão, cargo que ocupou por três legislaturas subsequentes. Em 1967, participou da reunião plenária do Parlamento Latino-Americano, no Equador e na Guatemala.
Governador do Paraná
Em 1973, com a morte do governador Pedro Viriato Parigot de Souza, Emílio Hoffmann Gomes foi eleito indiretamente (pela Assembleia Legislativa) para cumprir o restante do mandato.

## Premiações
- Engenheiro do Ano do Brasil - 3 de dezembro de 2008.[3]
- Troféu Paraná de Engenharia - 13 de dezembro de 2008.[3]